# ناثان ميريت
ناثان ميريت (بالإنجليزية: Nathan Merritt)‏ هو لاعب دوري الرغبي أسترالي، ولد في 26 مايو 1983 في سيدني في أستراليا.